# Сердце и души
«Сердце и души» (англ. Heart and Souls) — американский комедийный кинофильм.

## Сюжет
В результате трагической автоаварии с участием троллейбуса четверо незнакомых людей погибают, а их души оказываются связаны вместе — отныне они всюду должны сопровождать маленького мальчика Томаса, родившегося в момент их гибели. Он — их единственный шанс закончить незавершённые дела на Земле, прежде чем отправиться на небеса. Вот только незадача — они не знают об этом до тех пор, пока Томас не становится совсем взрослым.

## В ролях
- Роберт Дауни-младший — Томас Рейли
- Чарлз Гродин — Харрисон Уинслоу
- Элфри Вудард — Пенни Вашингтон
- Кира Седжвик — Джулия
- Том Сайзмор — Майло Пек
- Дэвид Пеймер — Хол, водитель троллейбуса
- Элизабет Шу — Анна
- Билл Калверт — мистер Рейли
- Лиза Лукас — миссис Рейли
- Ричард Портноу — Макс Марко
- Джанет Маклахлан — Агнес Миллер
- Марк Шеймен — концертмейстер
- Б. Б. Кинг — камео

## Саундтрек
В фильме звучит композиция Walk Like A Man в исполнении Фрэнки Вэлли и The Four Seasons.